# Andreï Efimovitch Martynov
Pour les articles homonymes, voir Martynov.
Andreï E. Martynov (en russe : Мартынов, Андрей Ефимович) (né en 1768, à Saint-Pétersbourg et mort le 1er novembre 1826 à Rome) est un peintre russe de paysages .

## Biographie

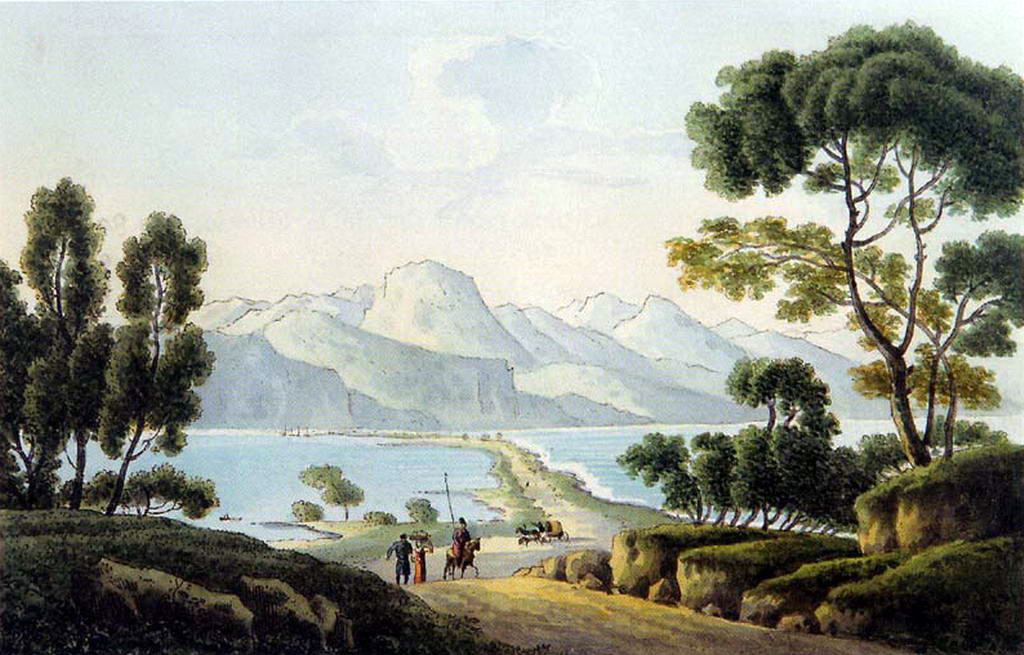
Martynov, le lac Baïkal

Andreï E. Martynov provient d'une famille de soldats. Son père fait partie du régiment Préobrajensky. Andreï étudie le paysage en peinture à l'académie russe des beaux-arts en suivant les cours de Semion Chtchedrine. 
Quand il termine les cours en 1788, il reçoit le titre d'artiste de XIVe classe avec la médaille d'or et une bourse pour l'étranger. Il vit longtemps à Rome, y travaille sous l'influence du peintre allemand Jacob Philipp Hackert, et il ne revient en Russie qu'en 1794. Il est alors admis à l'académie puis reçoit le titre de conseiller d’académie en 1802. 

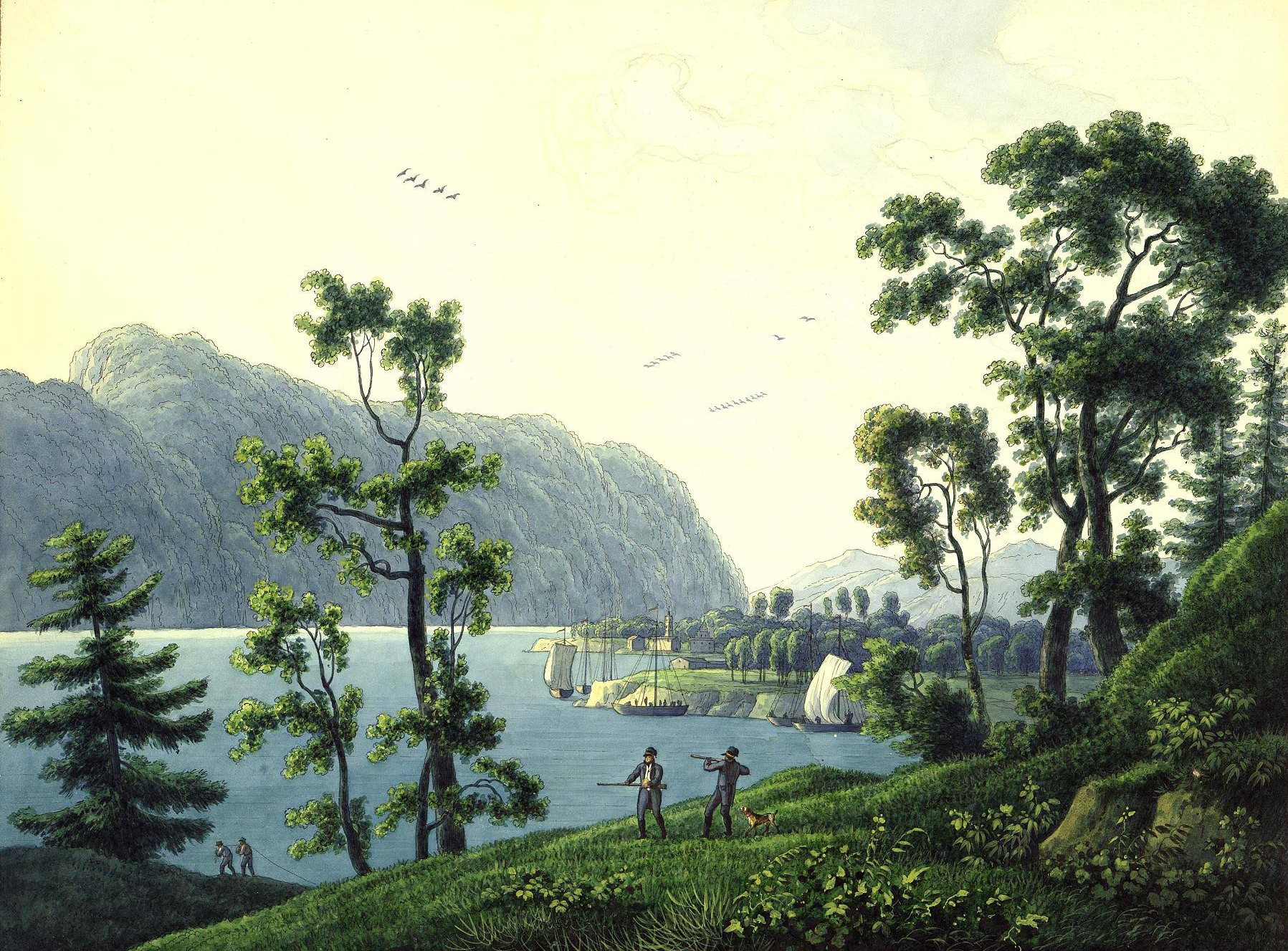
Vue du monastère Nikolski sur le lac Baïkal par Martynov

Il voyage avec l'ambassadeur de Russie jusqu'à Pékin et réalise des peintures de nombreux paysages de Sibérie et de Chine. Il visite aussi la Crimée et les rives de la Volga, et revient avec des sujets pour des paysages à réaliser. Lors d'un second voyage en Italie il meurt dans la ville de Rome et est enterré en 1826 au cimetière de Testaccio.
C'est un artiste très prolifique et son talent a été reconnu assez rapidement de son vivant. Parmi ses œuvres, il faut citer deux vues de Crimée qui se trouvent au Musée de l'Ermitage, une vue dans les environs de Rome au musée de l'académie des beaux-arts. Il réalise ses tableaux à l'huile, à l'aquarelle et à la gouache. À Rome, il vivait rue Saint-Isidore, n°.17.